# 中华人民共和国接待和安置归侨委员会
中华人民共和国接待和安置归侨委员会（简称归侨安置委员会）是1960年至1961年中华人民共和国政府专门安置归侨、难侨的国家机构。

## 历史
1959年11月，印尼总统苏加诺颁发了著名的第10号总统令，要求在省、县自治区和州首府以外地区的所有外侨小规模企业和零售企业必须在1960年1月1日前停业：「全印尼总数共114875家，其中华商109466家，而华商小商贩共计83783家......事实上，在苏加诺下达总统第十号法令前，印尼各地已有军事部门逼迫华侨搬迁......与被迫迁离对应，1959年8月24日，印尼政府宣布面值100盾和500盾的大额钞票贬值90%，且将冻结银行25000盾以上的存款」，这让数十万印尼华侨一夜之间倾家荡产、衣食无着，只能被迫离开扎根数代之久的侨居国，千里迢迢返回母国，此举造成50余万名华侨流离失所。1959年12月9日，副总理兼外长陈毅致信印尼外长苏班德里约，强调华侨问题的严重性，并宣布，对于无法谋生或不愿继续留在印尼的华侨，中国政府准备根据自愿原则，分期分批接回中国。新中国第一次大规模海外撤侨行动开始了。据不完全统计，1960年经厦门市侨务部门接待和安置的难贫侨（包括华侨学生）1.16万多人。
由于印尼方面没有马上响应，中国政府便先行开启了大规模撤侨行动。新中国成立后没有自营远洋客轮。第一次撤侨行动最初只能通过交通部远洋局驻广州办事处租用香港、东南亚和苏联的船只开展。1960年1月20日，中国先后租用十多艘客轮“美上美号”（挂挪威国旗）、“大宝康号”（挂英国国旗）、“福安号”、“海皇号”、荷兰皇家远洋轮船公司“芝”字号轮如“芝渣连加”号、“芝利华”）、“大宝安”、“福生”、“福英”、“俄罗斯”、“亚库契亚”、“哥戈里”、“山哥拉”等赴印尼各港口接运难侨回国，拉开撤侨序幕。
1960年2月2日颁布《国务院关于接待和安置归国华侨的指示》，成立中华人民共和国接待和安置归侨委员会：
- 主任委员廖承志（国家华侨事务委员会主任）
- 副主任委员陶铸（广东省委第一书记）、叶飞（福建省委第一书记）、刘建勋（广西区委第一书记）、阎红彦（云南省委第一书记）、陈嘉庚、王震（国务院副总理、国家农垦部部长）
- 委员：方方、庄希泉、毛齐华（国家劳动部副部长）、陈其瑗、董纯才、孙大光、张柱国、秦力真、张孝屏、胡仁奎、闵一民、沈兹九、张超、尤扬祖、王源兴、黄洁、吴益修、李梅等18人。
- 办公室主任方方（中共中央统战部副部长、国家华侨事务委员会副主任兼党组书记）兼。
- 在广州、汕头、湛江、海口等地设立接待机构。广州设华侨学生接待站，为入境侨生暂住、安排就读学校。
- 后来增加了贵州省接待安置归国华侨学生。1960年10月就有569名印尼侨生选择去艰苦的贵州扎根，在贵阳六中（高中）、贵阳卫校、贵州大学、贵阳师范学院、贵州工学院等院校读书。。

1960年2月29日，新中国首次租派的接侨第一批四艘轮船——“美上美”号、“大宝康”号、“福安”号和“海皇”号，满载着印尼的2100多名归国侨胞，到达广州港。然而撤侨过程并不顺利，比如：1960年4月27日，经过中国印尼当局协商妥当前往印尼石叻班让接运700名华侨的“大宝康”轮便遭到地方政府武装扣押。同日，驻马辰的中国领事江燕遭到软禁，该处的归国华侨也受到了武力威胁。直到28日晚，江燕才得以带领华侨们离开。到1960年秋，中国政府共接回难侨6万余人。并投入一亿多元，在广东、云南、福建、广西扩建和新建国营华侨农场，集中大量安置归侨，回国的华侨学生和具有培养条件的社会青年，分送各学校学习。一些年老无亲人依靠的归侨，则安置在归国华侨养老院。
为更好、更安全地接运难侨回国。1960年，在进行租船撤侨的同时，国务院同意侨委会从接侨费用中抽出资金，购买两艘旧客轮用于撤侨。一艘挪威船舶“西卡加”轮定名为“新华”轮，一艘希腊船舶“斯拉贝”轮用26.5万英镑(当时约合90万元人民币)购入定名为“光华”轮。在此基础上，1961年4月27日，中国远洋运输公司在北京成立，同日，中远广州分公司成立，与远洋局驻广州办事处合并办公。1961年4月28日，第一艘悬挂五星红旗的远洋客轮“光华轮”从广州黄埔港出发，前往印尼接运侨民。广州黄埔港举行了盛大的“光华”轮首航仪式。交通部部长王首道、广东省省长陈郁、副省长林锵云、南海舰队副司令员曾生、广州市市长朱光以及知名人士红线女、常香玉及各界群众21,000多人参加了开航典礼。经过6天航行于5月3日抵达目的地印尼首都雅加达。华侨在中国驻印尼大使馆和侨团组织下，在印尼军警宪特的武装监视下，577名难侨登船，5月17日“光华轮”安全抵黄埔港，顺利完成了任务。此后，“光华轮”先后13次到印尼接运华侨。 
根据国家需要和个人志愿相结合原则，归侨按籍送往福建、广东、广西、云南等省区。因印尼归侨大部分不会汉语，按照“集中为主，分散为辅”方针安置。为此新建和扩建25个国营华侨农场（安置了印尼归侨的77%），紧急建房总计47万平方米。如果有特殊技能者量才录用。归国华侨学生和有学习条件的职业青年，依其学龄和文化程度安排就学。为此新建10所中等华侨学校。有意愿回原籍与亲友团聚者，各地人民政府与人民公社妥善安排。政府实施“一视同仁、适当照顾”方针解决归侨生产生活。对于生活特别困难的归侨、难侨，每人每月发给生活补助费6~8元。政府开设华侨养老院，安置老年无依的归侨。
归侨之中受过教育的知识分子不在少数，经过简单的培训就可以投入到教育工作当中去，为归侨子女的教育事业提供了充足的师资，这导致了各华侨农场办学雨后春笋层出不穷。海内外爱国华侨慷慨解囊兴办侨校，其中仅陈嘉庚先生独资兴办的集美侨校（1954-1971年）就接纳了接近两万的侨生，对归侨子女的教育起到了重要的作用。在这种背景下，尽管场办学校质量参差不齐，但是可以说归侨子女都有获得完整的基础教育。当时在厦门、广州、北京、上海、南宁建了很多归国华侨补习学校。原本在印尼读书，要升入大学，先要到补习学校提高中文水平。例如集美华侨学生补习学校，不用交学费、住宿费；实在没钱当生活费的侨生，还可以申请助学金，助学金的等级不同，最高12元，最低8元。当时到印尼的国际信件，5毛2分一封航空信，2毛2分钱的平信。
1960年共接待安置从印尼回国的华侨9万余人。1960年12月，中国与印尼公布了《关于双重国籍问题的条约的实施办法》。1961年5月，两国正式开始办理选籍工作。在此过程中，中国驻印尼使领馆在华侨中深入宣传“三好”政策，即：自愿加入印尼国籍的，很好；自愿保留中国国籍的，同样好；愿意回到中国的，也好。在大规模的安置工作基本完成后，经国务院批准，安置委员会于1961年7月22日撤销，其日常业务由国务院华侨事务委员会负责。以后不断有小批或零散的东南亚归难侨被安置在各华侨农场。至1962年底，国营华侨农场由1960年之前的8个增加至32个，共安置约6万名印尼归侨和1700多名印度难侨。国营华侨农场、林场由中侨委垂直、直接领导。不论农场经营情况，职工按月发给工资、享有公费医疗和退休养老金。
1962年，中印边境冲突爆发，印度政府制造一系列排华事件。1963年4月，“光华”轮、“新华”轮首航印度马德拉斯接侨，于当年4月27日、6月7日、8月12日，分三批接回难侨2398名。 
1965年，印尼发生930事件，中国再次启用“光华”轮撤侨。由于本次撤侨极度危险，中央要求“光华”轮船员准备进行武力反击，海军派出81人随行，中侨委、外交部、公安部、卫生部等机构也派人随船支援。同时，南海舰队派出第一护卫舰大队旗舰“南宁”号率领海军编队前往示威和协助撤侨。1966年9月到11月，1967年1月到5月期间, “光华”轮分四次赴印尼接侨，共接回侨民4252人。 
1966年5月，福建省人民政府再度成立接待安置归国华侨委员会。从1966年5月至1968年，全省共接待安置约8000名归侨。
1969年，国务院批转国家侨委军代表《关于下放直属学校、企业和接待、安置归侨、归侨学生工作的情况报告》，并发出通知，各华侨农场下放给地方管理。
中国政府于1978年5月27日发表了派船接回旅居越南华侨声明，1978年6月15日，“明华”、“长力”两轮从广州黄埔起锚前往越南胡志明市和海防市接侨。 6月24日，中国驻越使馆照会越南外交部指出：“海防港和胡志明港是越南对外开放的商港，这两个城市又是旅越华侨聚居的地方。”“中国船只到上述两个港口接运难侨是合乎常理和实际情况。”“中国希望越南方面不要在船只停泊港口问题横生枝节，继续对中国方面派船接运难侨制造障碍。”“中国方面认为，每批船只停泊港口的时间，应根据当地当时接侨工作的实际需要来考虑，而不应事先作出苛刻的硬性规定”。从1978年6月13日至7月27日，中国驻越大使馆同越南外交部共举行了19次会议，由于越南方面根本不承认在越南有大量华侨，更不承认有中国难侨，两艘接侨商船根本无法进入越南港口，在台风巨浪和越南军舰的监视中停留在公海上近一个月之久，被迫返航。1978年底，越南发动对柬埔寨武装侵略，中国大批援柬工作人员撤往泰国。1979年1月，中远“明华”、“湘江”、“梁湖”三条船舶受命起航，前往泰国梭桃邑港接回中国援柬工作人员1156名。这也是中国有记载的第一次领事保护行动。